# 쇼트리지다유방쥐
쇼트리지다유방쥐(Mastomys shortridgei)는 쥐과에 속하는 설치류의 일종이다. 앙골라와 보츠와나, 나미비아의 토착종이다. 자연 서식지는 습윤 사바나 지역과 아열대 또는 열대 기후 지역의 계절성 습윤, 홍수림 저지대 초원, 습지이다.

## 특징
꼬리 길이 86~118mm를 포함한 전체 몸길이가 103~137mm인 작은 설치류다. 발 길이는 23~27mm, 귀 길이는 17~20mm, 몸무게는 최대 74g이다. 등 쪽 털은 짙은 회색부터 거무스레한 색까지 다양하지만 배 쪽은 희다. 핵형은 2n=36, FN=50이다.

## 생태
땅 위에서 주로 생활하는 육상성 동물이고, 야행성 동물이다. 먹이는 밀 씨앗이다. 4월과 5월 사이에 임신하지 않은 일부 암컷이 포획되지만, 2월에 새끼가 포획된다.

## 분포 및 서식지
앙골라 남동부와 나미비아 북동부, 보츠와나 북서부 지역에 널리 분포한다. 해발 최대 400m 이하의 갈대밭과 습지에서 서식한다.